# Adelaide-Raffinerie
Die Adelaide-Raffinerie (englisch: Adelaide Refinery) oder auch Port Stanvac Refinery von ExxonMobil war eine australische Raffinerie in Adelaide im Bundesstaat South Australia. Sie wurde 2003 eingemottet und später abgerissen.

## Lage
Die Raffinerie befand sich in Port Stanvac, rund 22 Kilometer südlich des Zentrums von Adelaide im Stadtteil Lonsdale.

## Geschichte
In den 1950er Jahren wurde das Raffineriegelände von der South Australian Housing Trust an die Standard-Vacuum Refining Company verkauft. 1963 wurde die Raffinerie in Betrieb genommen und 1976 durch eine Schmierstoffraffinerie ergänzt. 1996 musste der Pier nach einem Sturmschaden erneuert werden.
ExxonMobil gab im April 2003 bekannt, die Produktion der Raffinerie außer Betrieb nehmen zu wollen. Grund waren einige wirtschaftlich sehr schwache Jahre der Raffinerie, weshalb ein Weiterbetrieb nicht wirtschaftlich sei. Eine Wiederinbetriebnahme der Raffinerie war bis zum endgültigen Stilllegungsbeschluss am 25. Juni 2009 möglich, wurde jedoch nie erwogen.
Der Pier wurde 2017 bis auf die Steinschüttung entfernt.

## Technische Daten
Die Raffinerie war an das Eisenbahnnetz angeschlossen. Das zu verarbeitende Rohöl wurde an einem 670 Meter langen Pier aus Tankern entladen.